# الصحافة والطفل
الصحافة هي صناعة وتحضير موضوع الخبر بالكلمة أو الصورة بهدف الاعلام والتثقيف والدعاية وهي وسيلة اتصال جماهيرية يكتسب فيها القراء معلومات تزيد من ثقافتهم 
وهناك مجموعة من الخصائص الاعلامية للصحافة ومنها:
1- السماح للقارئ بالتحكم في وقت قرائتها 
2- تتميز بالتحليل والتفصيل للموضوعات 
3- تتيح للقارئ حرية التخيل المرتبط في الموضوع

## تنقل صحافة الأطفال موضوعاتها عبر عدة مجالات ادبية ابرزها

### القصة
وهي من انسب وسائل مخاطبة الطفل واثارة اهتمامه ويعتبر الطفل القصة وسيلة تعبير عن الذات لما لديه من رغبات مكبوتة
ومن أنواع قصص الأطفال:
- الحكايات

وهو سرد قصصي يتناقله الناس وتتسم بالبساطة في الاسلوب واللغة 
- الخرافات

وهي الحكايا التي تدور احداثها حول بطل يقوم بالمخاطرات لتحقيق هدفه
- قصص الحيوانات

هي القصص التي تقوم الحيوانات بدور الشخصيات فيها

### المقال أو العمود الصحفي
هو تعبير ادبي ليس ملتزم بشكل ادبي معين وينقسم المقال إلى كاريكاتيري وعلمي والمقال الذي يعرض الحوادث والخواطر

### التحقيق الصحفي
تمتاز الطفولة بكثرة التساؤلات حول الظواهر والالغاز ومهمة التحقيق الصحفي هي الإجابة على هذه التساؤلات ويجب ان يتعامل التحقيق الصحفي مع مشكلات واقعية

## لاختيار المادة الصحفية للاطفال يجب مراعاة ما يلي
1. ان يعد الموضوع الصحفي كاتبين ومؤلفين مختصون في الطفولة وادب الأطفال
2. ان يتم اختيار الموضوع الصحفي استنادا إلى خصائص الفن التشكيلي
3. ان تستمد الموضوع الصحفي من واقع الطفل وبيئته

## مضمون المادة الصحفية
- حسن اختيار الموضوع الصحفي
- مراعاة حجم الحرف والوان العناوين
- الاستعانة بالاطفال والاهل في عند كتابة الموضوع الصحفي

يجب الاخذ في عين الاعتبار الموضوع الصحفي من ناحية فن استخدام الرسوم والصور وامتلاكها عنصر التشويق والجاذبية 
ينبغي تدريب الكاتبين والمؤلفين على خصائص النمو المتكامل للطفل من حيث تدريبهم على خصائص نمو الأطفال وقدراتهم واثارة انتباه الأطفال وتنمية اتجاهاتهم الايجابية.